# 중광의 허튼 소리
"중광의 허튼 소리"(The Dirty Mop, Jung-kwang's Nonsense)는 한국에서 제작된 김수용 감독의 1986년 드라마 영화이다. 정동환 등이 주연으로 출연하였고 정창화 등이 제작에 참여하였다.

## 출연

### 주연
- 정동환
- 이혜숙
- 허진
- 전혜성

### 조연
- 정미경
- 국정환
- 최준
- 강희
- 최삼
- 이석환
- 박혜숙
- 조학자

## 기타
- 원작자: 고창률
- 제작실장: 안정무
- 제작부장: 박정남
- 촬영부: 박희주
- 촬영부: 정재승
- 촬영부: 강태우
- 조명: 손한수
- 조명: 이억만
- 조명부: 조길수
- 조명부: 문경갑
- 조명부: 김경만
- 스틸: 최승화
- 연출부: 윤대일
- 연출부: 박미정
- 연출부: 김경식
- 녹음: 김병수
- 미술: 조경환
- 분장: 채훈
- 의상: 이해윤
- 서화: 중광